# Heldenhuldezerk

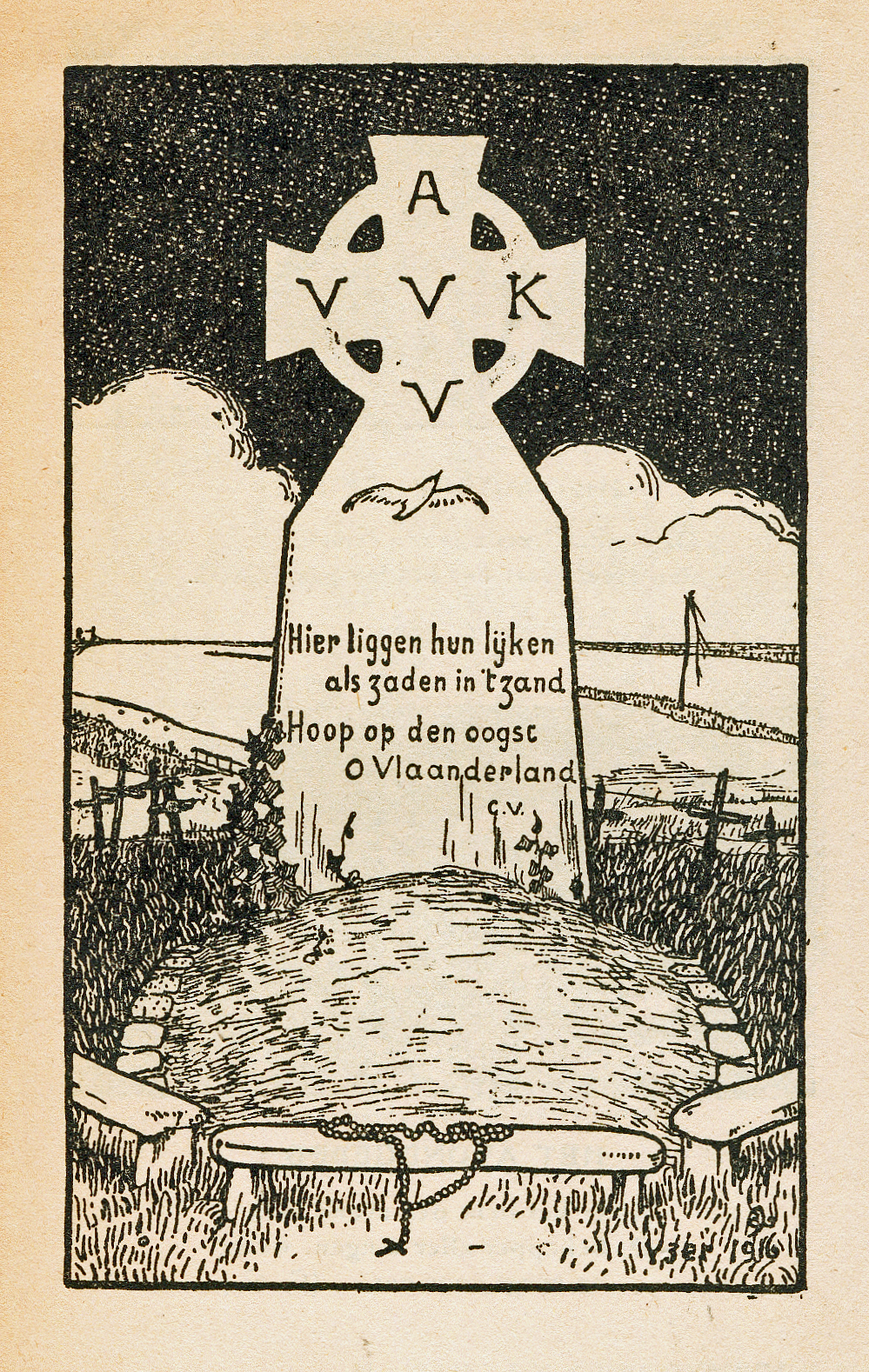
Tekening van een heldenhuldezerk door Joe English

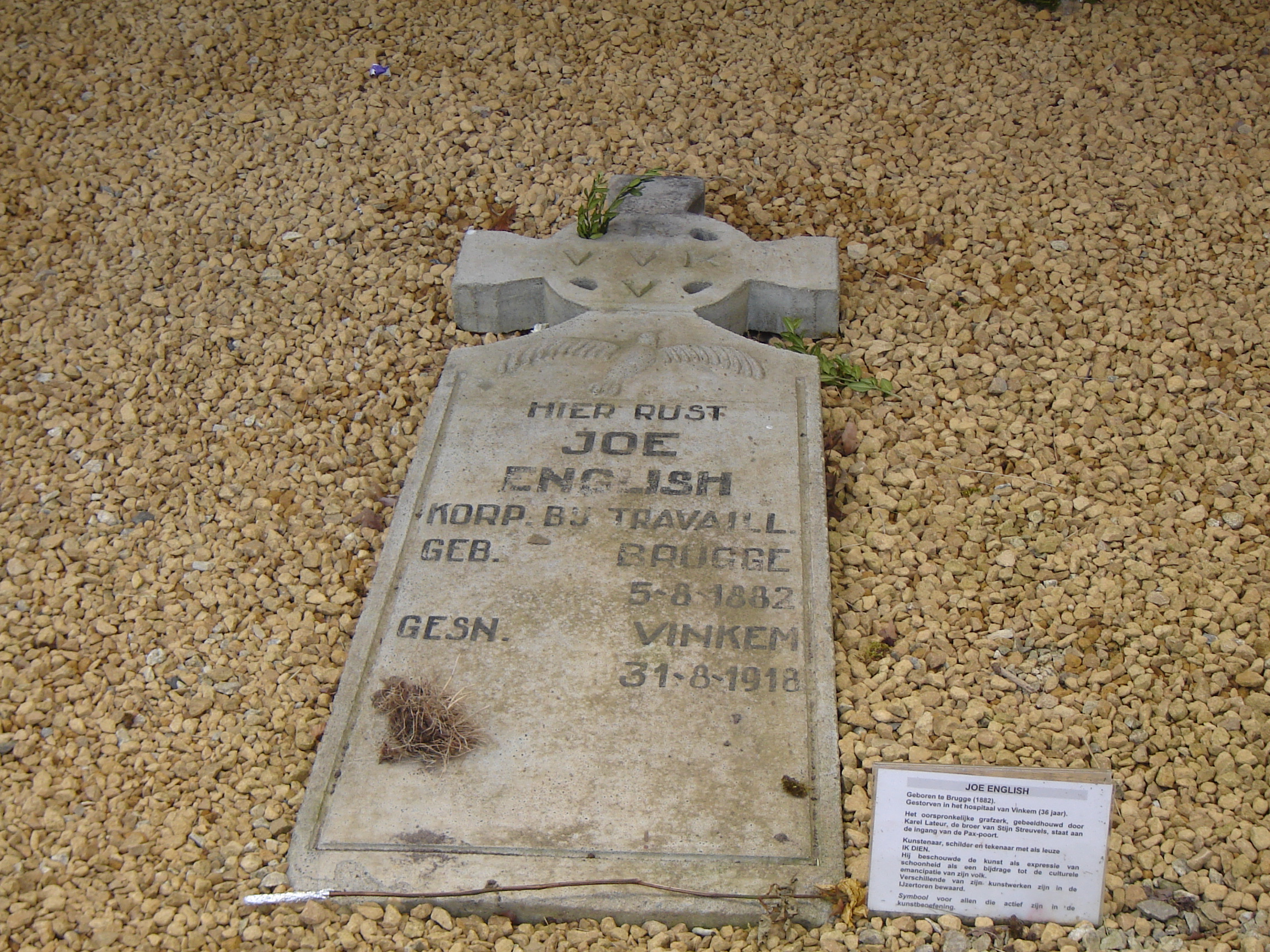
Heldenhuldezerk voor Joe English in de crypte van de IJzertoren

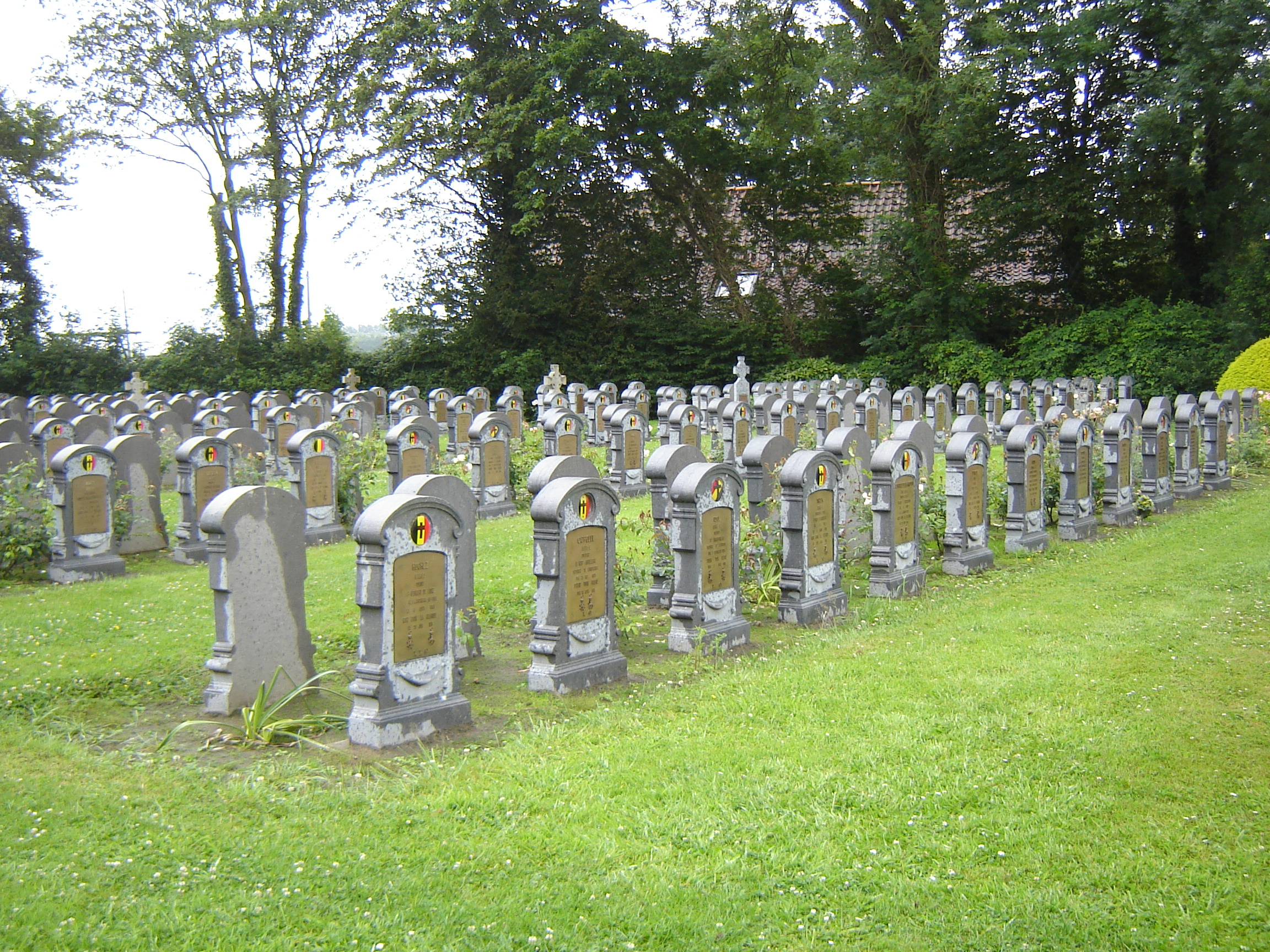
Belgische militaire begraafplaats van Oeren, met tussen de uniforme Belgische zerken enkele heldenhuldezerkjes

Een heldenhuldezerk is een grafsteen voor Vlaamse gesneuvelden van de Eerste Wereldoorlog.

## Sociaal-culturele achtergrond
Aanvankelijk stond op de graven van Vlaamse gesneuvelden zoals voor alle Belgische gesneuvelden een eenvoudig kruis, destijds een algemeen aanvaard symbool van de dood. Na twee jaar oorlog kregen tal van graven van Vlaamse gesneuvelden een bijzondere grafsteen, een heldenhuldezerk. De oorsprong van de heldenhuldezerk ligt in de sociaal-culturele verhoudingen en religieuze omgeving aan het Belgische front.
De troep, de lagere rangen van het Belgische leger, telde vooral ongeschoolde dienstplichtigen, beroepsvrijwilligers, oorlogsvrijwilligers en aanvankelijk zelfs lotelingen. In de infanterie-eenheden waren de Vlamingen veel talrijker dan de Walen. In sommige regimenten was de troep vrijwel geheel Vlaams en waren alle officieren Franstalig. Vlaamse studenten die er als dienstplichtigen of vrijwillige dienstnemers deel van uitmaakten waren niet zo geliefd bij de officieren. Ze eisten erkenning en respect voor de Vlaamse taal en probeerden de lagere rangen bewust te maken van hun achterstelling door het leger. Dat werd veelal beschouwd als insubordinatie. Ook jonge priesters en seminaristen dienden in het leger, als aalmoezenier en als brancardiers. De intellectuelen, studenten en geestelijken, waren uiteraard van beteren huize en doordrongen van katholieke en nationalistische en romantische idealen. In het leger waren ze in langdurig en nauw contact met het gewone voetvolk. Ze waren opgegroeid in een beschermde omgeving en het ruwe taalgebruik en het “zondige” seksuele gedrag van de troep verraste en schokte hen.
Daaruit groeide een grote bekommernis. De studenten achtten het hun plicht, daarin aangespoord door de aalmoezeniers, zichzelf en de “brave, godvrezende eenvoudige Vlaamse volksjongens” te beschermen tegen losbandig gedrag en zedenverwildering. Ze verklaarden die “zedenverwildering” als een “product van het Franstalige België en zijn leger”, in strijd met de ware aard van de Vlaming. Vlaams werd gelijkgesteld met katholiek en zedelijk hoogstaand gedrag en Frans met Belgisch en ontaard gedrag. Loyaliteit aan Vlaanderen werd als het ware een nieuwe godsdienst.
Op zoek naar een wijze om aan hun Vlaams-religieuze gevoelens uitdrukking te geven was in de oorlogsomstandigheden de grafzerk een voor de hand liggend symbool. Het Alles voor Vlaanderen - Vlaanderen voor Kristus (AVV-VVK) dat op de grafzerk zou prijken is de kernachtige samenvatting van de levensregel die ze wilden volgen, waarbij het “VVK” eerder sloeg op een zedelijk dan op een politiek streven.

## Heldenhuldecomité
Op 15 augustus 1916 richtten Vlaamse soldaten aan het Belgische front het Vlaamsgezinde Comité voor Heldenhulde op van “Studenten, Oud-studenten, Hoogstudenten en Oud-Hoogstudenten”, onder leiding van kapelaan Cyriel Verschaeve.
Dit comité stelde zich als taak een grafsteen geïnspireerd door het katholieke en Vlaams-nationale gedachtegoed, te plaatsen op de graven van gesneuvelde medestudenten. De zerk zou het opschrift AVV-VVK dragen, een vooroorlogs credo uit het katholiek-flamingantische studentenmilieu.
Wellicht, “zo de geldmiddelen ons toelaten”, zoals vermeld in de brochure waarmee men fondsen probeerde te werven, zou deze zerk ook op de graven van “onze eenvoudige volksjongens” (de Vlaamse soldaten) geplaatst worden.

## Heldenhuldezerk
De heldenhuldezerk werd ontworpen door de schilder en tekenaar Joe English. Joe English was op 5 augustus 1882 geboren uit een Ierse vader en een Vlaamse moeder. Hij diende tijdens de oorlog in de “section artistique” van het Belgische leger. Hij stierf voor het einde van de oorlog op 31 augustus 1918 in het hospitaal in Vinkem aan een blindedarmontsteking.
Deze heldenhuldezerk heeft naar Iers voorbeeld de vorm van een Keltisch Kruis. Het opschrift AVV-VVK, bovenaan heeft de vorm van een kruis. Daaronder is de mythische blauwvoet afgebeeld, een verwijzing naar Albrecht Rodenbach. De zerken werden tegen betaling in beton gegoten door een plaatselijke kleine aannemer.
De beschrijving van de steen door kapelaan Cyriel Verschaeve weerspiegelt de geestesgesteltenis waarin het plan opgevat werd: “Ze (de zerken) zijn eenvoudig en schoon: ‘t kruis boven op met de leus: ”Alles voor Vlaanderen, Vlaanderen voor Kristus”, daaronder de zwervende vogel van ‘t hoogvliegend ideaal, daaronder nog hun naam (hun naam die een zang is!) en heel onder wat heel van boven zou moeten schitteren en schetteren: HELDENHULDE.”

## Tijdens de oorlog
De heldenhuldezerken werden vanaf augustus 1916 door het Comité voor Heldenhulde geplaatst op graven van Vlaamse studenten en vrienden in de plaats van de uniforme houten kruisen. Deze zerken werden geplaatst op aanvraag van kameraden en door hen betaald.
Dit Vlaamse symbool zorgde altijd voor onrust. Op de Belgische militaire begraafplaats van Oeren werden in de nacht van 9 en 10 februari 1918 de letters AVV-VVK van 38 zerken dichtgesmeerd. De nacht erop werden de gedichte letters door Vlaamse soldaten met zwarte verf overschilderd.
Op de ministerraad van 20 maart  1918 sprak de premier zijn leedwezen uit over het schokkend zerkenvandalisme.

## Na de oorlog
Het Comité voor Heldenhulde was na de oorlog niet meer als dusdanig actief.
Vanaf begin van de jaren 20 begon de Belgische staat (het Ministerie van Landsverdediging) met de inrichting van Belgische militaire begraafplaatsen. In het Belgisch Staatsblad verschenen tientallen Koninklijke Besluiten die de voorlopig opgeëiste gronden voor Belgische en andere militaire begraafplaatsen definitief onteigenden. In 1920 werd een officiële Belgische grafsteen, ontworpen door de Brusselse architect Fernand Symons, aan de pers voorgesteld. De standaard Belgische grafstenen werden in grote aantallen klaar gemaakt en, in afwachting van hun definitieve plaatsing, bij de begraafplaatsen opgeslagen.
Toen begonnen werd met het opruimen van de chaotische verzameling graftekens, versieringen, ex voto’s op de begraafplaatsen om de standaard grafstenen te plaatsen, werden ook de heldenhuldezerken verwijderd. Dat zou heftige reacties uitlokken.
De leden van het vroegere Comité voor Heldenhulde waren alle betrokken bij de organisatie van de IJzerbedevaarten. Wanneer in 1923 de vierde IJzerbedevaart georganiseerd werd naar Oeren, waar in februari 1918 de heldenhuldezerken waren geschonden, werd de aandacht van Vlaanderen weer op de heldenhuldezerken gevestigd.
Op 30 januari 1924 werd een parlementaire vraag gesteld of de regering werkelijk van plan was de “zerken van heldenhulde” omver te halen en ze door haar eigen grafstenen te laten vervangen. De minister antwoordde ontwijkend dat aan de families voorgesteld werd “reeds opgerichte gedenkstenen” op staatskosten te laten vervangen door de grafzerk van de regering en dat onderhandelingen daarover nog aan de gang waren..
In augustus 1924 waren de gemoederen enigszins bedaard en de officiële zerk van 1920 werd andermaal aan de pers voorgesteld, deze keer voorzien van een bronzen plaat.  
Tegelijk werden de nabestaanden van de gesneuvelden aangeschreven met vier vragen:
1° Of het opschrift op de bronzen plaat in het Frans of het Nederlands moet gesteld worden;
2° Of de zuil moest worden voorzien zijn van een kruis? Zo niet zal er een zinnebeeld, den Belgischen leeuw verbeeldende  op aangebracht worden;
3° Of het lijk der gesneuvelde reeds verwijderd werd van het kerkhof;
4° Indien het graf nu reeds van een stenen gedenkteken voorzien is, begeert gij dit te zien vervangen door een grafzuil door den Staat geschonken?
De vraagstellers gingen ervan uit dat het voor de hand lag dat de standaard steen zou geplaatst worden. Op een ja werd niet gewacht. Die oorspronkelijke graftekens werden vervangen door de standaard eenvormige Belgische grafsteen tenzij de nabestaanden uitdrukkelijk neen antwoordden op de vraag.
Het aantal neen antwoorden was beperkt. Achtenvijftig families zouden de wens uitgedrukt hebben de heldenhuldezerk te bewaren. 
De meeste families stemden in met de nieuwe zerk die geplaatst en onderhouden zou worden op kosten van het Rijk. Dit was achteraf gezien niet verrassend. De heldenhuldezerken waren noodzakelijkerwijs zonder hun medeweten of toestemming geplaatst geworden. Bijna gans België was bezet geweest en de families hadden bijgevolg slechts moeizaam contact gehad met de troepen in de westhoek.
Naargelang de nieuwe zerken werden geplaatst werden de oude kruisen, monumenten, en heldenhuldezerken weggenomen en ter beschikking gesteld van de families.
In mei 1925 waren de verwijderde heldenhuldezerken verzameld in Steenkerke.
Op 26 mei 1925 werden de zerken van Steenkerke naar De Panne overgebracht. Toen begonnen werd met ze stuk te slaan om er de weg van de Belgische militaire begraafplaats van Adinkerke mee aan te leggen, rees daartegen sterk protest van het IJzerbedevaartcomité dat zich opgeworpen had als eigenaar en de zerken opvorderde bij de Minister van Landsverdediging. Men liet de zaak ongeveer een jaar rusten. Vanaf augustus 1926  kon het comité de zerken afhalen. In totaal werden 226 zerken aan het comité overgemaakt. Volgens het comité waren er meer dan 600 verbrijzeld. Volgens de Militaire Begravingsdienst ongeveer 140. 
De brokstukken van de verbrijzelde zerken werden in 1942 opgegraven en tijdens de 23ste IJzerbedevaart plechtig in de IJzertoren bijgezet.
Zo is de mythe ontstaan van de heldenhuldezerken die door de zogenaamde "grafschennende" Vlaamsvijandige Belgische Staat in gruzelementen geslagen werden om er wegen mee aan te leggen.

## Actuele toestand
De heldenhuldezerk is een van de symbolen geworden van de Vlaamse ontvoogdingsstrijd.
Volgens het IJzerbedevaartcomité waren er oorspronkelijk meer dan 800 heldenhuldezerken verspreid over het front, maar in het verslagboek van de 6de IJzerbedevaart (1925) wordt een lijst van slechts 599 namen gepubliceerd.
Sophie de Schaepdrijver houdt het er op dat in de loop van de oorlog vier- tot zeshonderd zerken opgericht werden.
Volgens de Belgische begrafenisdienst waren er in 1925 nog 407.
In elk geval blijven er van het  oorspronkelijk aantal nog circa 75 bewaard op diverse militaire begraafplaatsen.
Naast de bewaarde zerken op de militaire begraafplaatsen zijn ook her en der zerken bewaard op burgerlijke begraafplaatsen.
Aanvankelijk had het IJzerbedevaartcomité het plan opgevat in Kaaskerke, aan de IJzer bij Diksmuide een begraafplaats voor Vlaamse gesneuvelden in te richten door er alle graven met een heldenhuldezerk te verzamelen. Dit plan bleek onuitvoerbaar. In de plaats ervan werd daar de IJzertoren opgericht.
De toren werd ingehuldigd op 24 augustus 1930. De heldenhuldezerk is er markant aanwezig. In 1932 werden een aantal gesneuvelden symbolisch in de crypte van de toren herbegraven. Bij hen bevindt zich ongewild ook de Waal Amé Fiévez, wiens schamele resten niet van deze van de Gebroeders Van Raemdonck konden gescheiden worden. Nadat de oorspronkelijke IJzertoren na de Tweede Wereldoorlog was gedynamiteerd werd op de crypte van de ruïne een monument opgericht in de vorm van een kruis met het opschrift AVV-VVK. Op enige afstand van de oude toren werd een nieuwe en hogere toren gebouwd (84 meter), eveneens in de vorm van een kruis en met het opschrift AVV-VVK. 
Hier en daar werden monumentjes opgericht die verwijzen naar de heldenhuldezerk. Zo richtte in 1976 de VTB ( Vlaamse Toeristen Bond) in Vinkem een herdenkingsmonumentje op voor Joe English, in de vorm van een heldenhuldezerk.